# Paolo Bonecchi
Paolo Bonecchi (Milano, 20 dicembre 1882 – Milano, 7 gennaio 1949) è stato un attore italiano.

## Biografia
Paolo Bonecchi nacque a Milano nel 1882 e fu un attore del teatro dialettale.
Solamente all'età di trent'anni si dedicò completamente al palcoscenico, invece in precedenza svolse l'attività di tipografo, anche se recitava già in compagnie filodrammatiche.
Bonecchi si addestrò e si formò grazie alle lezioni e agli esempi di Edoardo Ferravilla e Gaetano Sbodio, ottenendo grandi successi e popolarità negli anni venti, grazie alle brillanti commedie di Giorgio Bolza (1880-1945) e con la direzione della Compagnia stabile al Teatro Principe di Milano.
La moglie, Elvira Righettini, fu attrice assieme a lui in numerose tournée.
La coppia si è dedicata in particolare a portare sulle scene un teatro dialettale "meneghino" e per questa sua specializzazione venne chiamata negli anni quaranta, assieme al marito, a far parte del "cast" di alcuni film, in un momento in cui veniva maturando da parte di diversi registi il desiderio di una caratterizzazione, per l'appunto, dialettale di qualche personaggio, identificata come uno dei fattori di contestazione rispetto ai condizionamenti del cinema di regime.
Tra le pellicole si può menzionare in particolare il film di Mario Soldati, Malombra, nel 1942, in cui interpretò il ruolo del dottor Pitour.
Bonecchi durante la sua carriera si dimostrò un vero ambrosiano del popolo, col suo cuore largo, col suo tipico umorismo, quell'arguzia profonda che giudica, la risata fragorosa, un artista del popolo, del quale espresse lo spirito e l'anima.
La moglie, all'inizio degli anni cinquanta, dopo la scomparsa di Paolo Bonecchi, avvenuta nel 1949, abbandonò le scene.

## Opere teatrali
- Cravatta bianca;
- Volàda de strasc;
- Bôff de vent;
- Sperlini o Fongetti (Champignol suo malgrado);
- L'Arcangiol Gabriel;
- El notes;
- El Re del Niam Niam;
- La zia di Carlo.

## Filmografia
- Il sogno di tutti, regia di Oreste Biancoli e László Kish (1941)
- Stasera niente di nuovo, regia di Mario Mattoli (1942)
- 4 passi fra le nuvole, regia di Alessandro Blasetti (1942)
- Catene invisibili, regia di Mario Mattoli (1942)
- Giacomo l'idealista, regia di Alberto Lattuada (1943)
- Zazà, regia di Renato Castellani (1944)
- Partenza ore 7, regia di Mario Mattioli (1946)
- Vanità, regia di Giorgio Pàstina (1947)